# Tercera Via (partit polític)
La Tercera Via és un petit partit polític palestí de centre actiu en el territoris palestins administrats per l'Autoritat Nacional Palestina (ANP). El partit va ser fundat el 16 de desembre de 2005 i està dirigit per Salam Fayyad i Hanan Ashrawi. L'objectiu principal del partit és presentar una alternativa al sistema bipartidista d'Hamás i Fatah.
A les eleccions del gener del 2006, el partit va rebre el 2,41% dels vots i va obtenir 2 dels 132 escons del Consell. Després dels decebedors resultats, el partit va desaparèixer de l'arena palestina, però el juliol del 2015 els líders van celebrar una sèrie de reunions a Ramallah i Hebron per discutir la capacitat del partit per reactivar la seva plataforma i tornar-hi.
El 15 de juny de 2007, el president de l'Autoritat Nacional Palestina, Mahmud Abbas, va nomenar com a primer ministre del nou govern d'emergència al Dr. Salam Fayyad, després de la presa de possessió de la Franja de Gaza per part del moviment islamista Hamàs.

## Resultats electorals

### Consell Legislatiu
| Any  | Líder        | Vots   | %    | Escons  | +/– | Pos. |
| ---- | ------------ | ------ | ---- | ------- | --- | ---- |
| 2006 | Salam Fayyad | 23,862 | 2.41 | 2 / 132 | Nou | 2n   |